# USS Patapsco (1799)
Pour les autres navires du même nom, voir USS Patapsco et USS Chesapeake.
L’USS Patapsco est un sloop construit en juin 1799 pour l'United States Navy sous le nom d'USS Chesapeake. Il est ensuite renommé Patapsco, probablement pour libérer le nom pour la Chesapeake. Il participe activement à la quasi-guerre, croisant dans les Caraïbes à la poursuite de corsaires français, puis empêchant l'invasion de Curaçao par la France avec l'aide de l'USS Merrimack. Il est ensuite revendu en 1801.